# Nurym Düjsenow
Nurym Saparuły Düjsenow (kaz. Нұрым Сапарұлы Дүйсенов, ros. Нурым Сапарович Дюсенов; ur. 17 listopada 1969) – kazachski zapaśnik w stylu klasycznym. Olimpijczyk z Atlanty 1996, gdzie zajął dziesiąte miejsce w kategorii do 52 kg.
Piąty na Mistrzostwach Świata w 1992. Siódmy na Igrzyskach Azjatyckich w 1998. Dwukrotnie brał udział w Mistrzostwach Azji, zdobył srebrny medal w 1997. Drugi na Igrzyskach Wschodniej w 1997 roku i na Centralnej Azji w 1995.